# Pau López
Pau López Sabata (Gerona, 13 de diciembre de 1994) es un futbolista español que juega como portero en el Real Betis Balompié de la Primera División de España.

## Trayectoria
Nació en Gerona, aunque se crio en la localidad de Sant Esteve de Llémena, en la comarca de la La Garrocha. Se inició en las categorías inferiores del Girona F. C.

### Real Club Deportivo Espanyol
Llegó a la cantera del R. C. D. Espanyol como cadete de primer año, en 2007. Hizo su debut como profesional con el filial en la temporada 2013-14, en Segunda División B.
El 12 de junio de 2014 firmó un nuevo contrato de cuatro años hasta junio de 2018 con los pericos y fue ascendido a la primera plantilla.
Jugó su primer partido oficial con el primer equipo el 17 de diciembre, en la victoria fuera de casa por 0-1 ante el Deportivo Alavés, en Copa del Rey. Continuó como titular de la portería durante el resto de esta competición en la que el equipo espanyolista alcanzó las semifinales por primera vez en nueve años. Su debut en la Liga se produjo contra el Sevilla F. C. el 1 de febrero de 2015, en el estadio Sánchez-Pizjuán, después de que el portero titular, Kiko Casilla, fuera expulsado en el minuto 40, con derrota espanyolista por 3-2.
En enero de 2016 fue protagonista del partido de octavos de final de la Copa del Rey entre el Espanyol y el F. C. Barcelona, cuando pisó el tobillo de Lionel Messi después de que los dos jugadores se enredaron, en una acción que no vio el árbitro pero que fue captada por las cámaras de televisión. En agosto de ese año fue cedido por una temporada al Tottenham Hotspur de la Premier League inglesa, con una opción de compra que no llegó a ejercitar el club londinense al finalizar la temporada. En la temporada 2017-18, volvió al R. C. D. Espanyol, tras su cesión en Londres.

### Real Betis Balompié, Roma y Marsella
Una vez finalizada su vinculación con el conjunto blanquiazul, el 4 de julio de 2018 se hizo oficial su fichaje por el Real Betis Balompié.

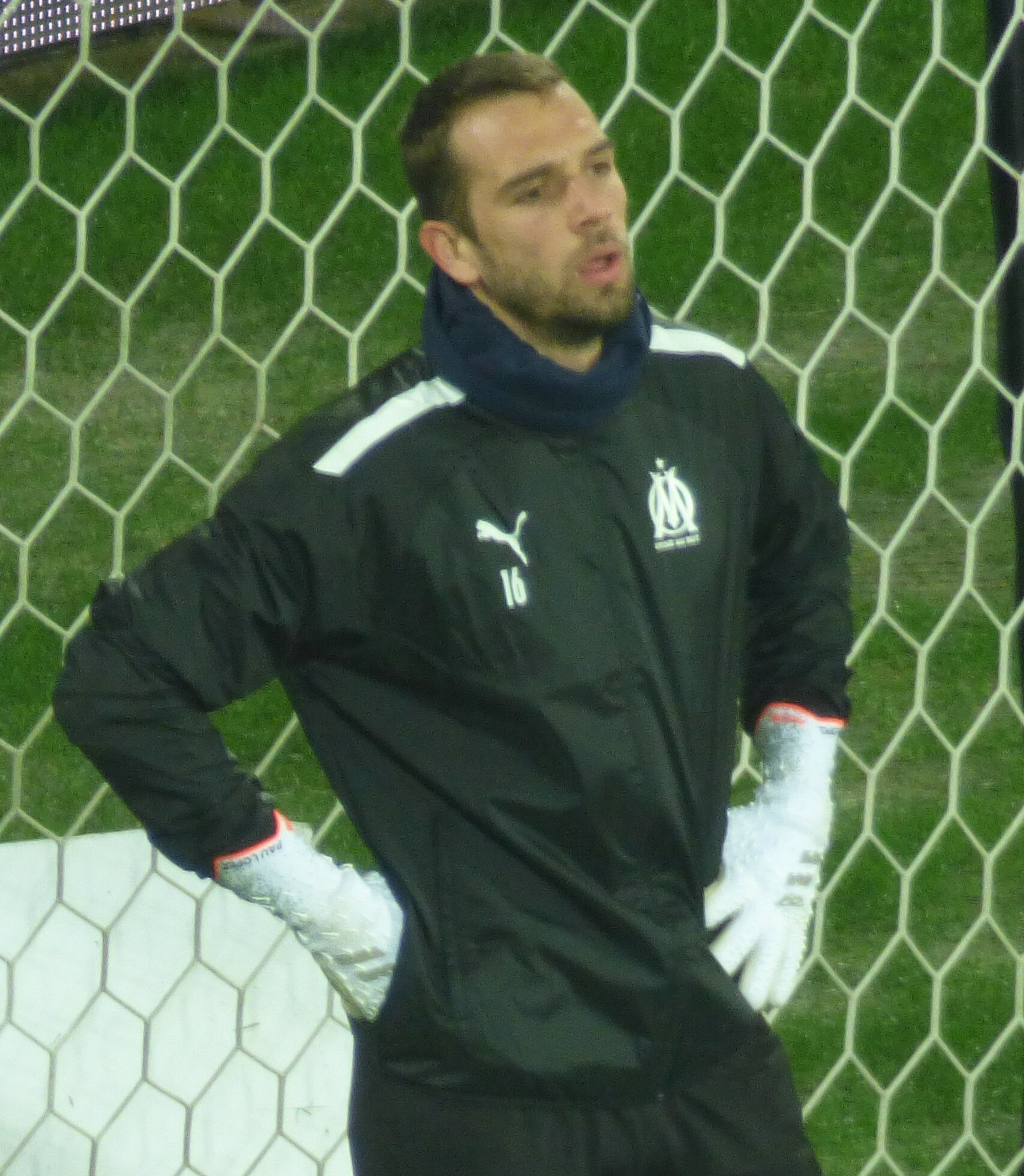
Pau López jugando con el Marsella en 2022

El 10 de julio de 2019 la A. S. Roma hizo oficial su fichaje hasta el 30 de junio de 2024 a cambio de 23,5 millones de euros.
Tras dos temporadas en la capital italiana, el 8 de julio de 2021 el Olympique de Marsella anunció que había llegado a un principio de acuerdo con el club romano para su cesión. Once días después, tras haber superado con éxito la revisión médica, se hizo oficial su incorporación al equipo francés.

### Girona, etapa en México y regreso al Real Betis
El 16 de agosto de 2024 llegó al Girona F. C. cedido por el conjunto marsellés para la temporada 2024-25. Esta cesión se canceló en enero de 2025 para que completara la campaña en el R. C. Lens. Sin embargo, este acuerdo entre los dos clubes franceses se produjo sin que la entidad catalana firmara ningún documento para terminar la cesión antes de lo previsto. Finalmente abandonó el equipo gerundense el 1 de febrero y recaló en el Deportivo Toluca F. C. mexicano para el Torneo Clausura 2025. Este lo ganaron, disputó once partidos y rescindió su contrato en julio para volver al Real Betis Balompié.

## Selección nacional
Debutó con la selección sub-21 el 28 de marzo de 2016, contra Noruega en el Estadio Nueva Condomina. También disputó con la misma selección la Eurocopa Sub-21 que se disputó en Polonia en 2017.
Luis Enrique lo incluyó como tercer portero en sus primeras convocatorias de la selección absoluta. Debutó con la selección española, el 18 de noviembre de 2018 contra Bosnia y Herzegovina, en un partido amistoso en el Estadio de Gran Canaria (Las Palmas) sustituyendo a Kepa en el minuto 74.

## Estadísticas

### Clubes
Actualizado al último partido disputado el 19 de mayo de 2024.
| R. C. D. Espanyol "B" · España         | 2.ª B         | 2013-14       | 35  | 40  | —  | —  | —  | —  | 35  | 40  |
| R. C. D. Espanyol "B" · España         | Total club    | Total club    | 35  | 40  | 0  | 0  | 0  | 0  | 35  | 40  |
| R. C. D. Espanyol · España             | 1.ª           | 2014-15       | 2   | 3   | 8  | 7  | —  | —  | 10  | 10  |
| R. C. D. Espanyol · España             | 1.ª           | 2015-16       | 36  | 62  | 2  | 5  | —  | —  | 38  | 67  |
| Tottenham Hotspur F. C. Inglaterra     | 1.ª           | 2016-17       | 0   | 0   | 0  | 0  | —  | —  | 0   | 0   |
| Tottenham Hotspur F. C. Inglaterra     | Total club    | Total club    | 0   | 0   | 0  | 0  | 0  | 0  | 0   | 0   |
| R. C. D. Espanyol · España             | 1.ª           | 2017-18       | 29  | 31  | 1  | 2  | —  | —  | 30  | 33  |
| R. C. D. Espanyol · España             | Total club    | Total club    | 67  | 96  | 11 | 14 | 0  | 0  | 78  | 110 |
| Real Betis Balompié · España           | 1.ª           | 2018-19       | 33  | 47  | 0  | 0  | 2  | 2  | 35  | 49  |
| Real Betis Balompié · España           | Total club    | Total club    | 33  | 47  | 0  | 0  | 2  | 2  | 35  | 49  |
| A. S. Roma · Italia                    | 1.ª           | 2019-20       | 32  | 45  | 2  | 3  | 8  | 7  | 42  | 55  |
| A. S. Roma · Italia                    | 1.ª           | 2020-21       | 21  | 29  | 1  | 2  | 12 | 7  | 34  | 38  |
| A. S. Roma · Italia                    | Total club    | Total club    | 53  | 74  | 3  | 5  | 20 | 14 | 76  | 93  |
| Olympique de Marsella Francia          | 1.ª           | 2021-22       | 29  | 31  | 2  | 5  | 5  | 7  | 36  | 43  |
| Olympique de Marsella Francia          | 1.ª           | 2022-23       | 33  | 34  | 3  | 3  | 6  | 8  | 42  | 45  |
| Olympique de Marsella Francia          | 1.ª           | 2023-24       | 33  | 39  | 1  | 1  | 15 | 23 | 49  | 63  |
| Olympique de Marsella Francia          | Total club    | Total club    | 95  | 104 | 6  | 9  | 26 | 38 | 127 | 151 |
| Girona C. F. · España                  | 1.ª           | 2024-25       | 0   | 0   | 1  | 0  | 0  | 0  | 1   | 0   |
| Girona C. F. · España                  | Total club    | Total club    | 0   | 0   | 1  | 0  | 0  | 0  | 1   | 0   |
| Total carrera                          | Total carrera | Total carrera | 283 | 361 | 21 | 29 | 48 | 54 | 352 | 444 |
| (1) Hace referencia a goles encajados. |               |               |     |     |    |    |    |    |     |     |

## Palmarés

### Club
| Título           | Club                   | País   | Año     |
| ---------------- | ---------------------- | ------ | ------- |
| Copa Cataluña    | R. C. D. Espanyol      | España | 2013-14 |
| Primera División | Deportivo Toluca F. C. | México | 2025    |